# Danh sách chương truyện Hành trình U Linh Giới

Bìa của tập tankōbon đầu tiên cho bộ "Yu Yu Hakusho" phát hành bởi Shueisha ngày 10 tháng 4 năm 1991. Minh hoạ bởi Yoshihiro Togashi.

Đây là danh sách các chương truyện của YuYu Hakusho manga, một phần trong bộ YuYu Hakusho media franchise. Bộ truyện tập trung vào cuộc phiêu lưu của Yusuke Urameshi, người mà sau khi chết đi đã trở thành Spirit Detective, người bảo vệ thế giới con người khỏi các mối đe doạ siêu nhiên.
Bộ truyện được vẽ bởi Yoshihiro Togashi và xuất bản bời Shueisha trong tạp chí tiếng Nhật Weekly Shōnen Jump. Bộ manga gồm 19 tập tankōbon; tập tankōbon đầu tiên được phát hành ngày 10 tháng 4 năm 1991, và tập cuối cùng phát hành ngày 12 tháng 12 năm 1994. Bộ anime phỏng theo câu chuyện cũng đã được thực hiện với 112 tập phim truyền hình đạo diễn bởi Noriyuki Abe và đồng sản xuất với Fuji Television, Yomiko Advertising, và Studio Pierrot. Vào tháng 8 năm 2004, nhà xuất bản của YuYu Hakusho phát hành một bộ kanzenban. Mỗi tập kanzenban được làm một trang bìa mới. Bộ kanzenban bao gồm 15 tập (tướng ứng với 19 tập tankōbon, mỗi cuốn chữa nhiều chương hơn so với bản gốc), với hai tập được phát hành mỗi tháng.
YuYu Hakusho manga được phát hành ở Bắc Mĩ bởi Viz Media trong tạp chí Mĩ Shonen Jump. Tập đầu tiên được phát hành ngày 13 tháng 5 năm 2003, và hiện tại 19 tập đã được phát hành.

## Danh sách các tập truyện
| - 001. "Goodbye, Material World!" () - 002. "Test for Resurrection!!" () - 003. "Time for Departure!!" () - 004. "The Old Dog and the Boy" () - 005. "Her First Christmas!" () - 006. "The Lonely Journey" () - 007. "The Promise!" () - 008. "The Temporary Resurrection (Part 1)" () - Tiếng Nhật Cultural Notes |

| - 009. "The Temporary Resurrection (Part 2)" () - 010. "The Forbidden Games!!" () - 011. "The Fractured Friendship" () - 012. "The Hand of Evil" () - 013. "Qualifications for a Girlfriend!" () - 014. "Into the Inferno...!!" () - 015. "Just One Win!!" () - 016. "Finding the Guts for Glory!!" () - 017. "The Golden Awakening!!" () |

| - 018. "The New Mission!!" (新たなる使命!!の巻 "Aratanaru Shimei!! no maki") - 019. "Action!" (出動!!の巻 "Shutsudō!! no maki") - 020. "The Deadly Trio!!" (三匹の妖怪!!の巻 "Sambiki no yōkai!! no maki" (lit. The Three Yōkai!!)) - 021. "The Muncher of Souls!!" (魂を喰う男!!の巻 "Tamashii o Kū Otoko!! no maki" (lit. The Man Who Eats Souls!!)) - 022. "What Binds a Mother and Son!!" (母と子の絆!!の巻 "Haha to Ko no Kizuna!! no maki" (lit. The Bond Between a Mother and Son!!")) - 023. "Hiei of the Evil Eye!!" (邪眼師·飛影!!の巻 "Jaganshi - Hiei!! no maki" (lit. User of the Jagan - Hiei!!)) - 024. "The Fearsome, Gruesome Binding Curse!!" (恐怖の呪縛獄!!の巻 Kyōfu no Jubakugoku!! no maki" (lit. Dread of the Hellish Curse!!)) - 025. "Operation: Infiltrate!!" (潜入捜査開始!!の巻 "Sen'nyū Sōsa Kaishi!! no maki" (lit. The Infiltration Investigation Begins!!)) - 026. "The Cursed Forest!!" (魔性の森!!の巻 "Mashō no Mori!! no maki" (lit. The Devilish Forest!!)) |

| - 027. "Mortal Maneuvers in the Dark!!" (闇の中の死闘!!の巻 "Yami no Naka no Shitō!! no maki" (lit. Fight to the Death in the Dark!!)) - 028. "To Fight a Master!!" (武道家·牙野!!の巻 "Budōka - Kibano!! no maki" (lit. Martial Artist - Kibano!!)) - 029. "Kaze-Maru — Ninja!!" (忍者·風丸!!の巻 "Ninja - Kazemaru!! no maki" (lit. Ninja - Kazemaru!!)) - 030. "Shaolin = Randō!?" (松林=乱童!?の巻 "Shōrin Ikōru Randō!? no maki" (lit. Shōrin equals Randō!?)) - 031. "The Raging Fist!!" (怒りの鉄拳!!の巻 "Ikari no Tekken!! no maki") - 032. "Genkai's Successor is Chosen!!" (奥義継承者決定!!の巻 "Ōgi Keishōsha Kettei!! no maki" (lit. The Successor of the Secret is Chosen!!)) - 033. "Challenge from Demon City!!" (妖魔街からの兆戦状!!の巻 "Yōmagai kara no Chōsenjō!! no maki" (lit. A Challenge from Where Ghosts Dwell!!)) - 034. "The Gate of Betrayal!!" (裏切りの門!!の巻 "Uragiri no Mon!! no maki") - 035. "Genbu is... The Very Rock!!" (人岩一体·玄武!!の巻 "Jingan Ittai - Genbu!! no maki" (lit. Man and Rock United - Genbu!!)) |

| - 036. "Byakko's Battle Roar!!" () - 037. "A Double-Edged Sword!!" () - 038. "The Tiger's Annihilation Roar!!" () - 039. "Hiei Joins the Fray!!" () - 040. "Prelude to Carnage!!" () - 041. "Fist of Dark Lightning!!" () - 042. "Demonic Array of Darkness!!" () - 043. "To the Reachable - and Beyond!!" () - 044. "The Last Measure!!" () - 045. "Battle at 'Hell Housing Development'!!" () |

| - 046. "Springtime for Kuwabara!!" () - 047. "The Black Book Club!!" () - 048. "Next Up: The Ogre Triad!!" () - 049. "The Last Gamble!!" () - 050. "The Final Battle: Two on Two!!" () - 051. "I Must Get Stronger!!" () - 052. "The Dark Tournament Begins!!" () - 053. "The First Opponents!!" () - 054. "The Vanguard Battle Begins!!" () - 055. "The Secret of Devil Yo-Yos!!" () |

| - 056. "Blood-Stained Flowers!!" () - 057. "The Fearsome Hell of Blazing Heat!!" () - 058. "Drunken Master: Chu!!" () - 059. "A Close Game!!" () - 060. "Knife-Edge Sudden Death!!" () - 061. "The Top Eight Line-Up!!" () - 062. "The Second Round Begins!!" () - 063. "The Despicable Blood-Slaver Node!!" () - Extra: "YuYu Hakusho Tales: Two Shot" () |

| - 064. "Open Your Eyes!!" () - 065. "One vs. Three!!" () - 066. "The Shadow Channelers Take Center Stage!!" () - 067. "Gama: Ritual Body Art Master!!" () - 068. "Toya: Ice Master!!" () - 069. "A Battle All Alone" () - 070. "Fist of Rage!!" () - 071. "A Dangerous Gamble!!" () - 072. "Surpass the Reigun!!" () |

| - 073. "An Unexpected Defeat?!" () - 074. "The Eleventh Hour!!" () - 075. "The Underworld Beast!!" () - 076. "The Face Under the Mask" () - 077. "The Huge Ordeal!!" () - 078. "The Top Four!!" () - 079. "Hiei Fights Again!!" () - 080. "The Invincible Beast Armor!!" () - 081. "When the Magic Box Opens!!" () |

| - 082. "The Fox Demon Awakens!!" () - 083. "Shishiwakamaru's Skill!!" () - 084. "Identity Revealed!!" () - 085. "Calls of the Dead!!" () - 086. "Enemy Leader: The Old Bloke!!" () - 087. "The Man with a Thousand Faces!!" () - 088. "The Logic of the Powerful!!" () - 089. "A 50-Year Reunion!!" () - 090. "The Dreadful 80% Power!!" () - 091. "Unforgivable!!" () |

| - 092. "The Day Before the Storm!!" () - 093. "Leveling Up! Rules" () - 094. "The Rules Rule!!" () - 095. "The Invisible Feat!!" () - 096. "An Exchange of One-upmanship!!" () - 097. "Sacrifice...!!" () - 098. "The Reason Behind the Armor!!" () - 099. "Eat or be Eaten!!" () - 100. "Kuwabara Snaps!!" () |

| - 101. "The Elder Toguro at his Peak!!" (戸愚呂兄 全開!!の巻 "Toguro-ani Furu Pawā!! no maki (lit. The Elder Toguro at Full Power!!")) - 102. "Sakyō's Proposal!!" (左京の提案!!の巻 "Sakyō no Teian!! no maki") - 103. "The Championship Match Begins!!" (決定戦開始!!の巻 "Ketteisen Kaishi!! no maki") - 104. "No Effect!?" (通用しない!?の巻 "Tsūyōshinai!? no maki") - 105. "Undo the Seal!!" (封印を解け!!の巻 "Fūin o Toke!! no maki") - 106. "Not Enough Sense of Peril?" (危機感が足りない?の巻 "Kikikan ga Tarinai? no maki") - 107. "Insufficient Fury!!" (碇りの不足!!の巻 "Ikari no Fusoku!! no maki") - 108. "Testing the Limits!!" (限界への試練!!の巻 "Genkai e no Shiren!! no maki") - 109. "The Crucial Difference!!" (決定的な違い!!の巻 "Ketteiteki na Chigai!! no maki") |

| - 110. "Full Power One Last Time!!" () - 111. "The Most Fervent Wish!!" () - 112. "Toguro's Repentance!!" () - 113. "Welcome to Our Territory!!" () - 114. "The Peculiar Ability!!" () - 115. "The Ability of "Taboo"!!" () - 116. "The Taboo is One Letter!!" () - 117. "The Abilities of the Other Two!!" () - 118. "The Executors of a Dying Wish!!" () |

| - 119. "Into the Lion's Den...!!" () - 120. "Who's the Mastermind?!" () - 121. "Murder Surgery!!" () - 122. "The Cry of a Shadow!!" () - 123. "No Choice...!!" () - 124. "Fierce Rain...!!" () - 125. "The Man They've Been Looking For!!" () - 126. "The Black Chapter!!" () - 127. "A Bloody Past!!" () - 128. "Aura Lightning Kickboxing!!" () |

| - 129. "Super Street Fighting!!" () - 130. "The Death Cross!!" () - 131. "The Real Pursuer!!" () - 132. "Cool Off!!" () - 133. "Into the Cave!!" () - 134. "Best at Games!!" () - 135. "What if We Lose?!" () - 136. "The Grim Decision!!" () - 137. "Standoff at the Eleventh Hour!!" () - 138. "His True Identity?!" () |

| - 139. "The Factors for Fascination!!" () - 140. "Reasons He Can't Win, Nos. 1-3!!" () - 141. "They Were Seven!!" () - 142. "Koenma Gets Serious!!" () - 143. "The Ultimate Aura!!" () - 144. "Unstoppable!!" () - 145. "When Everything Stood Still!!" () - 146. "Into the Demon Plane!!" () - 147. "The Despair Continues...!!" () - 148. "Moment of Awakening!!" () |

| - 149. "Mano a Mano, Again!!" () - 150. "An Unparalleled Battle!!" () - 151. "A Fearsome Awakening!!" () - 152. "Sensui's Last Wishes!!" () - 153. "Their Respective Tomorrows!!" () - 154. "Kuroko Sanada, First Underworld Detective!!" () - 155. "An Invitation to The Demon Plane!!" () - 156. "The Sign of a Connection!!" () - 157. "Their Respective Decisions!!" () - 158. "A Reunion With Dad!!" () |

| - 159. "How They Spent Their Year: Hiei, Part 1" () - 160. "How They Spent Their Year: Hiei, Part 2" () - 161. "How They Spent Their Year: Kurama, Part 1" () - 162. "How They Spent Their Year: Kurama, Part 2" () - 163. "Raizen's Last Wishes" () - 164. "Yusuke's Gift" () - 165. "Visitors" () - 166. "Demon Plane Unifacation Tournament" () - 167. "Tournament Prelims" () |

| - 168. "The Emotions of Round One" () - 169. "The Highlight of Round Three" () - 170. "After The Party" () - 171. "Reviving The Detective Business" () - 172. "Special Day" () - 173. "Harmonius Soldier" () - 174. "Sink or Swim" () - 175. "And So..." () |